# Alseis floribunda
Alseis floribunda là một loài thực vật có hoa trong họ Thiến thảo. Loài này được Schott mô tả khoa học đầu tiên năm 1827.